# 130 (număr)
130 (o sută treizeci) este numărul natural care urmează după 129 și precede pe 131.

## În matematică
130 este un număr Erdős-Woods
130 este un număr fericit.
130 este un număr sfenic. Este un număr noncototient deoarece nu există un răspuns la ecuația x - φ(x) = 130.
130 este singurul număr întreg care reprezintă suma pătratelor primilor patru divizori, inclusiv 1: 12 + 22 + 52 + 102 = 130.
130 este cel mai mare număr care nu poate fi scris ca suma a patru numere hexagonale.
130 este egal cu 27 + 2 și 53 + 5 și, prin urmare, este un număr dublu strict absurd.

## În știință

### În astronomie
- 130 Elektra este un asteroid din centura principală.
- 130P/McNaught-Hughes este o cometă periodică din sistemul nostru solar.

## În alte domenii
- Ani ca 130 î.Hr. sau 1130
- 130 de nanometri este o tehnologie de procesare a semiconductorilor de către companiile de semiconductori din 2001–2002
- Lockheed C-130 Hercules este un avion.
- EC-130 Commando Solo  este un avion.
- Smoky River 130, Alberta,  un district municipal din Canada.
- Tun 130 mm M1954 (M-46).
- 130 km/h este viteza limită legală în România și într-o serie din țările europene: Austria, Cehia, Franța, Grecia, Italia, Rusia, Slovacia, Ucraina, Ungaria etc.

## În religie
Psalmul 130 este unul dintre psalmii penitențiali.
Cartea Genezei afirmă că lui Adam i s-a născut Set când avea vârsta de 130 de ani. Cartea a doua Paralipomena spune că Iehoiada a murit la vârsta de 130 de ani.